# Matic Vrbanec
Matic Vrbanec (28 ottobre 1996) è un calciatore sloveno, centrocampista dell'Iberia 1999.